# اوتو لاپورته
 اوتو لاپورته (آلمانی: Otto Laporte؛ زاده ۲۳ ژوئیهٔ ۱۹۰۲ درگذشته ۲۸ مارس ۱۹۷۱) یک فیزیک‌دان اهل آلمان-ایالات متحده آمریکا بود.